# Utopia (miidaのアルバム)
『utopia』（ユートピア）は、miidaの1枚目のミニ・アルバム。規格品番は、MCD-01007。

## 解説
初のCD作品。本作発売までに配信されたデジタルシングル4曲がCD初収録となっている。キャッチコピーは「“クラスメイトに会うまで、イヤホンして歩こう”」。

## 収録曲
1. utopia
2. grapefruit moon
1stデジタルシングル「grapefruit moon」収録
3. Blue
2ndデジタルシングル「Blue」収録
4. Dejavu(2020)
5. good morning
4thデジタルシングル「good morning」収録
6. wagon
3rdデジタルシングル「wagon」収録
7. good morning (The Department Remix)